# Кожойка
Кожо́йка (рос. Кожойка) — річка в Росії, ліва притока Іти. Протікає територією Ігринського району Удмуртії.
Річка починається за 2,5 км на південь від колишнього присілка Решетніки і має північно-східний напрямок течії до самого гирла. Береги річки заліснені. На річці створено декілька ставків. Річка приймає декілька дрібних приток.
Над річкою розташовано присілок Пургінський.